# نيكولاس ليفربول
نيكولاس ليفربول (بالإنجليزية: Nicholas Liverpool)‏‏ (9 سبتمبر 1934 - 1 يونيو 2015) هو سياسي وقانوني دومينيكاني، وهو سادس رئيس لدومينيكا وامتدت فترة حُكمه من 2 أكتوبر 2003 - 17 سبتمبر 2012.

## حياته
إلتحق ليفربول بجامعة هل سنة 1957، وحصل على درجة البكالوريوس بالقانون سنة 1960. ثم حَصل على درجة الدكتوراه من جامعة شفيلد سنة 1965.

## وصلات خارجية
- الموقع الرسمي لمكتب رئيس دومينيكا